# Edu Nandlal
Radjindernath 'Edu' Nandlal (Paramaribo, 7 april 1963) is een Nederlands voormalig voetballer van Hindoestaans-Surinaamse afkomst. Als voetballer kwam Nandlal uit voor FC Utrecht, FC Emmen en Vitesse. Als selectielid van het Kleurrijk Elftal was hij in 1989 een van de weinige overlevenden van de SLM-vliegtuigramp.

## Biografie

### Jeugd en afkomst
Nandlal werd geboren als zoon van een plantage-eigenaar. Hij groeide op in een weeshuis in Paramaribo en blonk uit in allerlei sporten. 

### Voetbal
In Suriname speelde hij voor Santos. In 1980 kwam hij als zeventienjarige naar Nederland waar hij in Utrecht bij een oudere broer ging wonen en voor Faja Lobi ging spelen. Hij meldde zich bij het tweede team van FC Utrecht en zou daar vier jaar op amateurbasis spelen. In 1985 werd Nandlal gecontracteerd door FC Emmen dat debuteerde in de Eerste divisie. In 1987 werd hij samen met Raymond de Vries geruild voor Roel Smand van Vitesse. In 1988 raakte hij zwaar geblesseerd aan z'n knie en Vitesse liet hem begin 1989 afkeuren voor het spelen van betaald voetbal. Nandlal ging hiertegen in verweer en via het GAK werd hij weer goedgekeurd. Vitesse haalde hem, ook omdat zijn contract af zou lopen, niet meer bij de selectie die als kampioen van de Eerste divisie naar de Eredivisie zou promoveren en verzekerde hem ook niet opnieuw. Nandlal zou medio 1989 overstappen naar Hoofdklasser SVBO.

### SLM ramp
Nandlal mocht op 7 juni 1989 wegens veel afzeggingen mee met het Kleurrijk Elftal, om in Suriname enkele vriendschappelijke wedstrijden af te werken. De reis liep echter uit op een tragedie, het toestel stortte neer bij een mislukte landing nabij Zanderij in Suriname en van de 187 mensen aan boord overleefden slechts 11, waaronder Nandlal. Hij raakte ernstig gewond en hield aan de SLM-ramp een gedeeltelijke dwarslaesie over.
Met Vitesse moest Nandlal een jarenlange juridische strijd voeren over de kosten van zijn revalidatie. Aanvankelijk werd gedacht dat Nandlal nooit meer zou kunnen lopen, maar het is hem uiteindelijk alsnog gelukt. Desalniettemin heeft hij een ernstige motorische stoornis overgehouden aan de ramp. Wel kon hij weer op recreatief niveau zaalvoetballen.

### Leven na de ramp
Edu Nandlal was tussen 2004 en 2012 raadslid voor Leefbaar Utrecht en heeft zijn eigen schoonmaakbedrijf. Hij woont samen met zijn twee dochters in Utrecht. In december 2011 kwam hij in het nieuws omdat hij op kerstavond door agenten werd aangezien als een inbreker en zou zijn mishandeld.